# Glen Ahern
Glen Ahern (13 december 1962) is een Australisch voormalig voetballer die speelde als doelman.

## Carrière
Ahern speelde voor de Australische clubs Brisbane Lions, Sydney City Slickers en Brisbane Gladiators. Met Sydney City Slickers wist hij twee landstitels te veroveren in 1981 en 1982.
Hij speelde twee interlands voor Australië.

## Erelijst
- Sydney City Slickers
  - Landskampioen: 1981, 1982